# Chilocorus tumidus
Chilocorus tumidus är en skalbaggsart som beskrevs av Charles William Leng 1908. Chilocorus tumidus ingår i släktet Chilocorus och familjen nyckelpigor. Inga underarter finns listade i Catalogue of Life.